# Фуяра

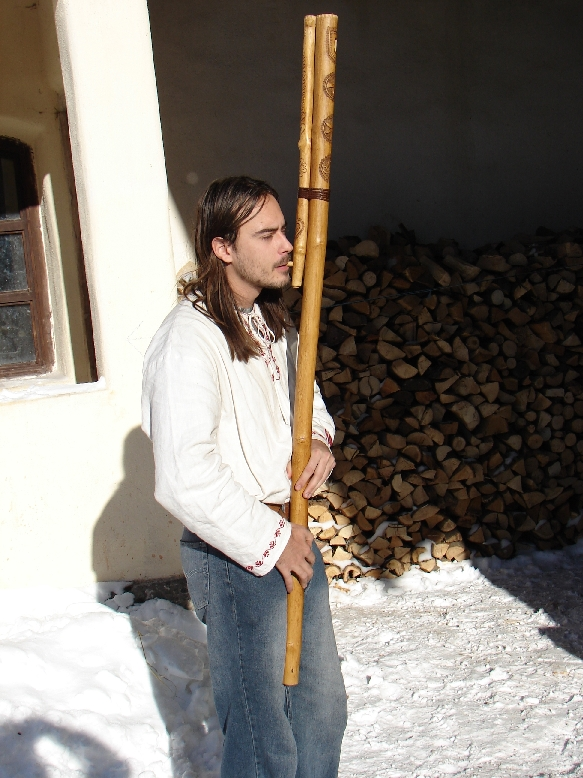
Фуяра

Фуя́ра — традиційний словацький духовий дерев'яний обертонний музичний інструмент. Схожий на флейту, але її звучання не схоже на звучання будь-якого іншого інструмента. 

## Походження
Прообразом фуяри вважається готична тридіркова басова дудка, що побутувала у Європі вже у XII ст. Такі дудки відрізнялися невеликими розмірами, грати на них можна було однією рукою. Батьківщиною фуяри вважається маленький регіон центральної Словаччини — Подполянє. Спочатку на ній грали пастухи, значно пізніше її почали використовувати професійні музиканти.

## Зовнішній вигляд
Нагадує звичайну флейту, різняться лише розміри (в середньому — від 120 до 210 см). Фуяри,  завдовжки понад два метри, найчастіше розбираються. Традиційна фуяра виготовляється майстром вручну, звичайно з клена чи робінії, які сушаться протягом місяця. Має три ігрові отвори, хоча на висоту гри впливає здебільшого сила повітря, що видихається.

## Гра на фуярі
Процес навчання грі надзвичайно цікавий та простий. Є два стилі гри — валашський та лазніцький, що отримали свою назву від назв регіонів, у яких сформувалися. Об'єднує їх загальний принцип — «як дихаю, так і граю». Тобто, важливе правильне дихання. Але не якесь спортивне, а абсолютно повсякденне. Спочатку інструмент призначався для сольного виконання. Характеризується величезною обертональною насиченістю. 
Фуяру називають «королевою словацьких народних інструментів». Її звук порівнюють з голосом короля, задуманим та барвистим. Він проникає в найвіддаленіші куточки душі, викликаючи її хвилювання. Це — незабутній звук, сповнений поезії.